# Zapasy na Igrzyskach Afrykańskich 1978
Zapasy na Igrzyskach afrykańskich w 1978 odbywały się w lipcu w Algierze.

## Tabela medalowa
| Poz. | Państwo  |    |    |    | Razem: |
| ---- | -------- | -- | -- | -- | ------ |
| 1    | Maroko   | 6  | 3  | 1  | 10     |
| 2    | Tunezja  | 5  | 5  | 7  | 17     |
| 3    | Algieria | 4  | 3  | 5  | 12     |
| 4    | Libia    | 3  | 0  | 3  | 6      |
| 5    | Egipt    | 2  | 7  | 1  | 10     |
| 6    | Kamerun  | 0  | 1  | 1  | 2      |
| 7    | Nigeria  | 0  | 1  | 1  | 2      |
| Poz. | Razem:   | 20 | 20 | 19 | 59     |

## Wyniki mężczyźni

### styl wolny
| Waga     | Złoto:              | Srebro:           | Brąz:         |
| 48 kg    | Noredine Moucheffaâ | Salem Blel        | Omar Bensmail |
| 52 kg    | Mohamed Hachaichi   | Mohamed Karouane  | Faouzi Chelly |
| 57 kg    | Ali Laszkar         | Atane Gogonte     | Amor Sghaier  |
| 62 kg    | Nouredine Kellal    | Ahmed Gharbi      | Zayed         |
| 68 kg    | Lakhdar Allali      | Ahmed Nouaïri     | Fath-Allah    |
| 74 kg    | El-Naoui            | Brahim Toughza    | Rabah Kessou  |
| 82 kg    | Ali Abdellaoui      | Slimane Medyri    | Kally Agogo   |
| 90 kg    | Jabeur Dridi        | Jean-Claude Biloa | Ali Senouci   |
| 100 kg   | Khalifa Ben Nasseur | Achour Maghrebi   | Ben Elli      |
| + 100 kg | Hmida Ahmed Ismail  | Ali Gharbi        | Mehdi Yousfi  |

### styl klasyczny
| Waga     | Złoto:              | Srebro:                     | Brąz:                       |
| 48 kg    | Noredine Moucheffaâ | Mahmud Fath Allah Barakat   | Salem Blel                  |
| 52 kg    | Ahmad Husajn        | Muhammad Karmus             | Faouzi Chelly               |
| 57 kg    | Ali Laszkar         | Ahmad Szahin                | Chedly Nefzaoui             |
| 62 kg    | Mokhtar Fetouaki    | Makhlouf Hamdane            | Szaban Abd al-Wahhab Szaban |
| 68 kg    | Mohamed Moualek     | Muhammad Hammad             | Ali Mohamed                 |
| 74 kg    | Brahim Toughza      | Mustafa al-Fiki             | Ezzedine Dridi              |
| 82 kg    | Muhammad al-Aszram  | Ali Abdellaoui              | Achour Maghrebi             |
| 90 kg    | Jabeur Dridi        | Hasan Ibrahim Mu’awwad      | M’barek Erramy              |
| 100 kg   | Hmida Ahmed Ismail  | Ahmad Milidżi Abd al-Karim  | Khalifa Ben Nasseur         |
| + 100 kg | Ali Gharbi          | Mustafa Abd as-Sajjid Jahja | ----                        |